# Catedral de Sal
Koordinaten: 5° 1′ 7,5″ N, 74° 0′ 33,5″ W

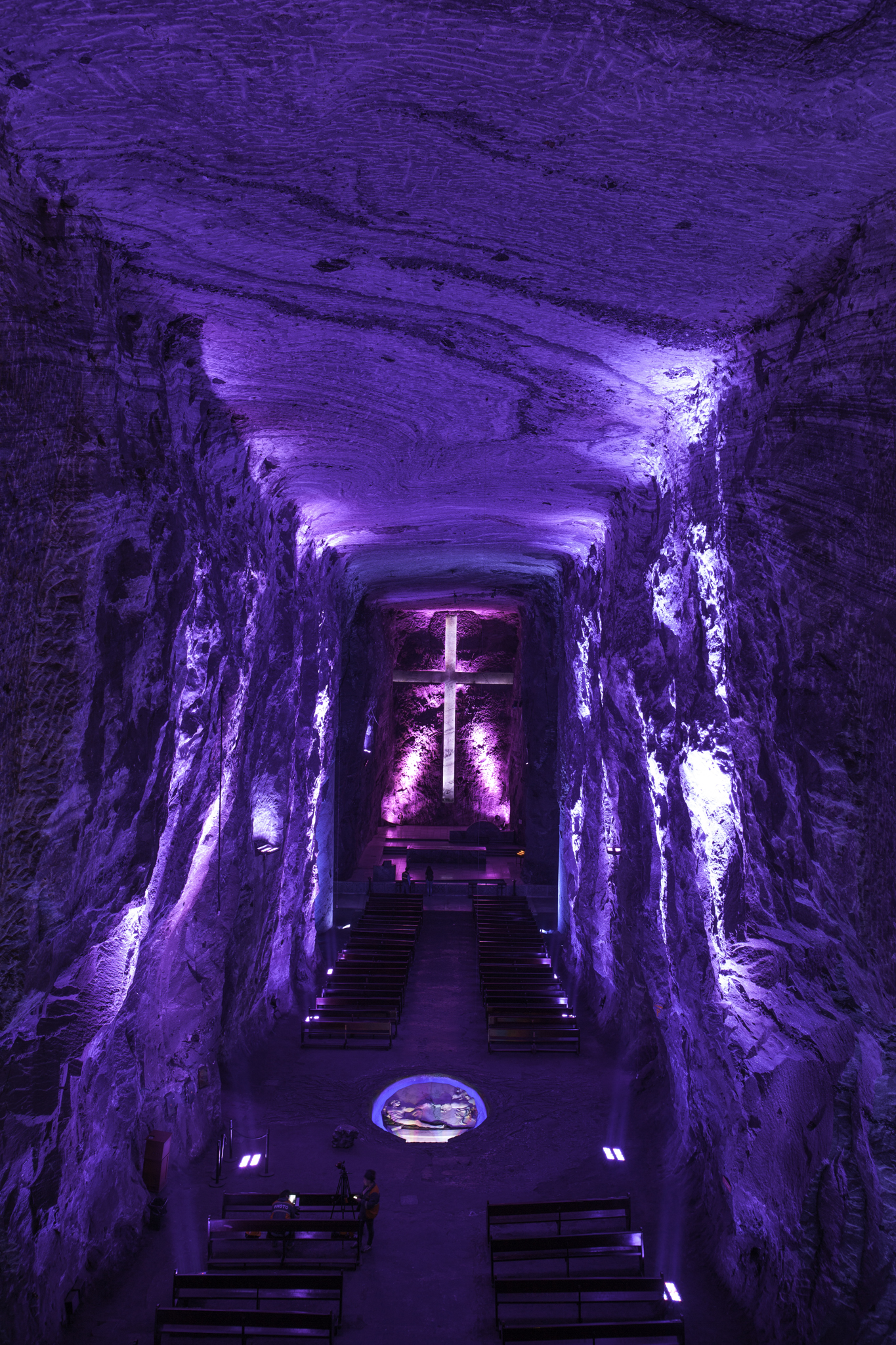
Catedral de Sal

Die Catedral de Sal (deutsch Salzkathedrale) ist eine katholische Kirche in einem Bergwerksstollen und Touristenattraktion im Salzbergwerk von Zipaquirá, in der Provinz Cundinamarca, Kolumbien. Sie hat keinen offiziellen Status als Kathedrale und untersteht auch keinem Bischof, zieht aber wöchentlich tausende Besucher und Pilger an. Sie ist Teil des Themenparks Parque de la Sal.

## Ausstattung
Die Catedral de Sal besitzt eine reiche künstlerische Ausstattung, vor allem mit Skulpturen aus Salz und Marmor in einer religiös geformten Umgebung. Die künstlerische und architektonische Gestaltung der „neuen“ Catedral de Sal geht zurück auf den Architekten Roswell Garavito Pearl aus Bogotá, dessen Arbeit 1990 den Wettbewerb bei einem Projekt der Sociedad Colombiana de Arquitectos unter 44 Teilnehmern siegreich hervorging. Die technische Ausführung unterlag dem Ingenieur Jorge Enrique Castelblanco Reyes.

## Bedeutung
Heute gehört die Catedral de Sal zu den herausragendsten architektonischen und künstlerischen Bauwerken Kolumbiens und gewann den Titel „Juwel moderner Architektur“ (Joya Arquitectónica de la Modernidad). Die Bedeutung der Kathedrale beruht in ihrer Funktion für Kulturerbe, Religiosität und Ambiente. 2007 erreichte die Catedral de Sal in einer Abstimmung über die sieben Weltwunder Kolumbiens die höchste Stimmenzahl und wurde dadurch für die Liste der modernen sieben Weltwunder vorgeschlagen.
Die unterirdische Kirche gehört zum Parque de la Sal, einem Landschaftspark, der dem Bergbau im Halit, der Geologie und den Natürlichen Ressourcen in diesem Gebiet gewidmet ist.

## Lage
Die Catedral de Sal liegt im Gebiet der Gemeinde Zipaquirá in der Provinz Cundinamarca, 49 km nördlich der Hauptstadt Bogotá auf einer Höhe von 2.652 m über dem Meer. Die Strecke des Tren de la Sabana wird durch die Ferrocarriles de la Sabana de Bogotá betrieben. Der Ort ist nicht nur für seinen Salzbergbau berühmt, sondern auch für einen der ältesten Funde von Felsmalereien in Kolumbien in Valle de El Abra.

## El Parque de la Sal

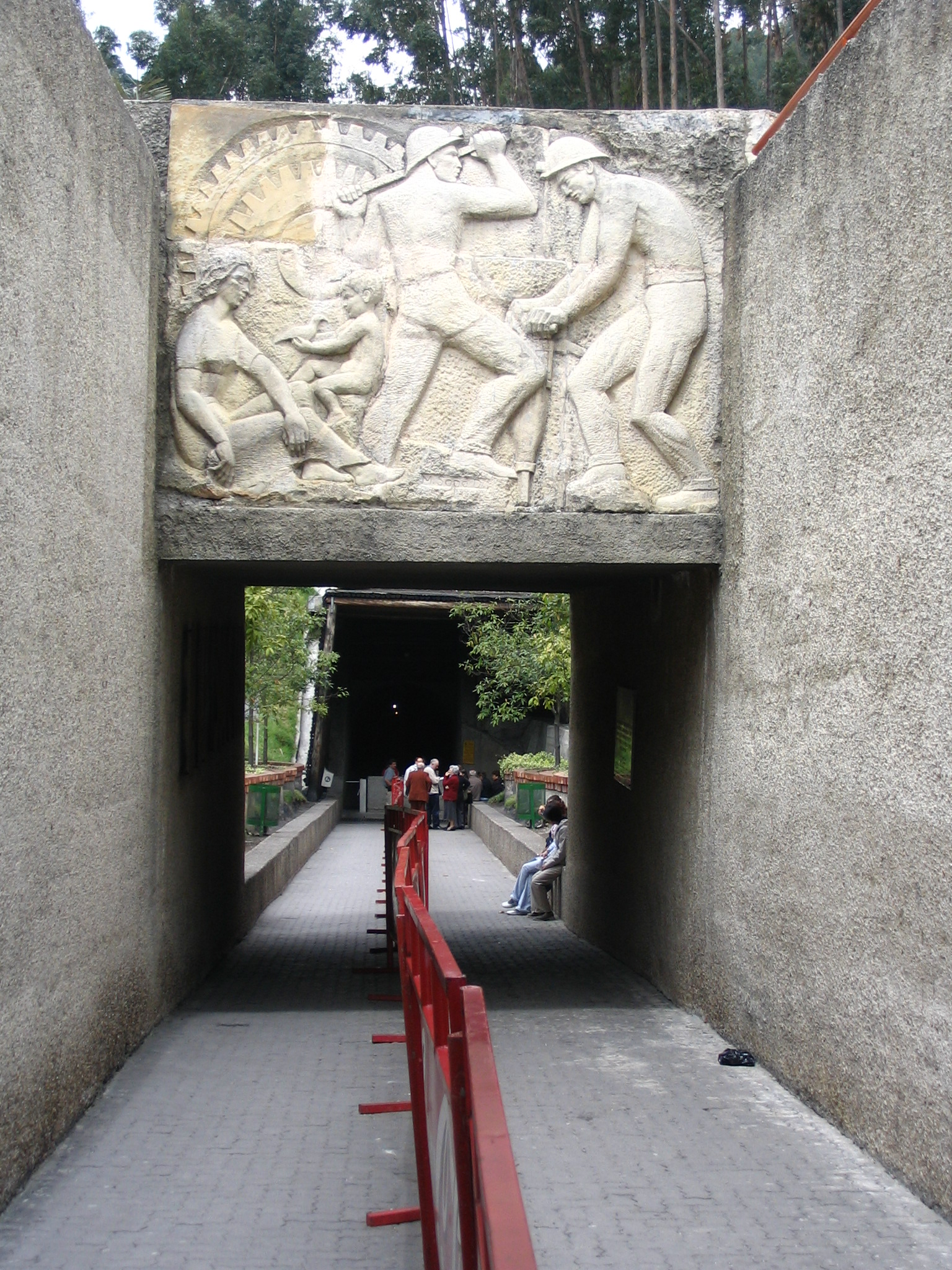
Die Catedral gehört zu einem Themenpark. Zu sehen ist der Eingang zu den unterirdischen Galerien der Kirche. Das Relief ist eine Hommage an die Salzbergleute, die aus dieser alten Mine einen religiös-kulturellen Ort gestaltet haben.

Auch wenn die Catedral die berühmteste Attraktion ist, so ist sie doch Teil des Themenparks Parque de la Sal. Dieser Park umfasst eine Fläche von 32 Hektaren und enthält ein einzigartiges Naturreservat, das im Kontrast steht zur Ausbeutung der Bodenschätze, die durch Bergbau betrieben wird. Im Park können die Besucher nicht nur den Kontrast zwischen der Fragilität von Kunst und der Härte des Bergbaus, sondern auch interessante geologische Beobachtungen und Methoden des Umweltschutzes in Zusammenarbeit mit Wirtschaftsförderung erleben.
Die wichtigsten Elemente des Parque de la Sal:
- Das handgeschlagene Kreuz El Eje Sacro („Die heilige Achse“ mit 4,2 m Höhe)
- El Domo Salino (Salzdom)
- La Mina (Bergwerk)
- El Museo de la Salmuera (Museum der Sole/Siederei), in den stillgelegten Minenschächten. Dort können sich Besucher die verschiedenen Prozesse des Bergbaus und der Salzherstellung kennenlernen und geologische, historische und ingenieurtechnische Informationen zum Park und zur Catedral de Sal bekannt machen.
- El embalse (Stausee)
- El área de bosques (Wälder)
- La Catedral de Sal

## Die Salzminen von Zipaquirá (Las Salinas de Zipaquirá)

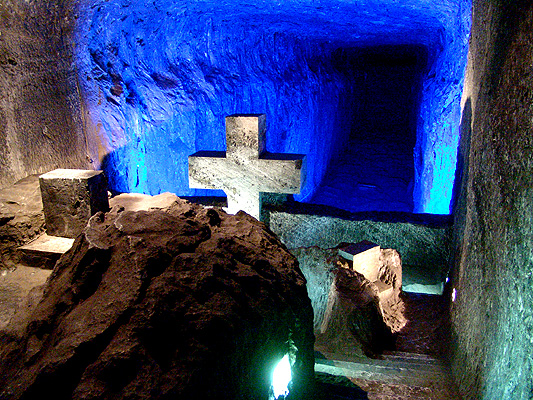
Im Eingangsbereich der Catedral befindet sich ein Kreuzweg, der an die Passion Jesu Christi erinnert Fotografía Nidya Rincón, Catedral de Sal

Alter und Bedeutung der Salinen von Zipaquirá wurde schon von Alexander von Humboldt ausführlich beschrieben. Er besuchte den Ort 1801. Am Anfang seines Berichts steht ein Vergleich dieses Gebietes mit den Orten, die er in Europa besucht hatte: in Spanien, Schweiz, Polen und in Tirol. Danach führt er die Bedeutung aus, welche die Förderung von Bodenschätzen hat, vor allem die Relevanz, die für die Regierungen in den bedeutenden Finanzeinnahmen besteht. In seinem Buch Memoria razonada de las salinas de Zipaquirá beschreibt Humboldt sein Studienobjekt, so wie es in der Ausgabe dargestellt ist und, wissenschaftlich und visionär für seine Zeit waren verschiedene Punkte von unzweifelbarem Wert:
Humboldt verwarf die Idee, dass die Mine von Zipaquirá mit anderen Formationen in Verbindung stehe, wie den verbundenen Minen von Nemocón und Sesquilé. Er schätzte die Kapazität der Mine und kam auf ein Volumen von 500.000 Quadrat-Toesas (974.500 m²) Er kritisierte die Art und Weise, mit der die Ausgrabungen vonstattengingen, und deutete an, dass diese Art und Weise in der Zukunft für Schwierigkeiten sorgen würde. Er empfahl, den Abbau durch Galerien voranzutreiben, wie es in Europa gemacht wurde, wo die Steinsalzminen bereits ohne Stützelemente auskamen, was den Abbau viel teurer macht.
Archäologische und Geologische Studien ergaben, dass die Ausbeutung der Minen bereits im 5. Jahrhundert begannen und mit zu den wichtigsten wirtschaftlichen Aktivitäten in dieser Zeit gehörten, sowie großen Einfluss auf die Entwicklung der Kultur der Muisca im Altiplano Cundiboyacense hatte.

## Geologie

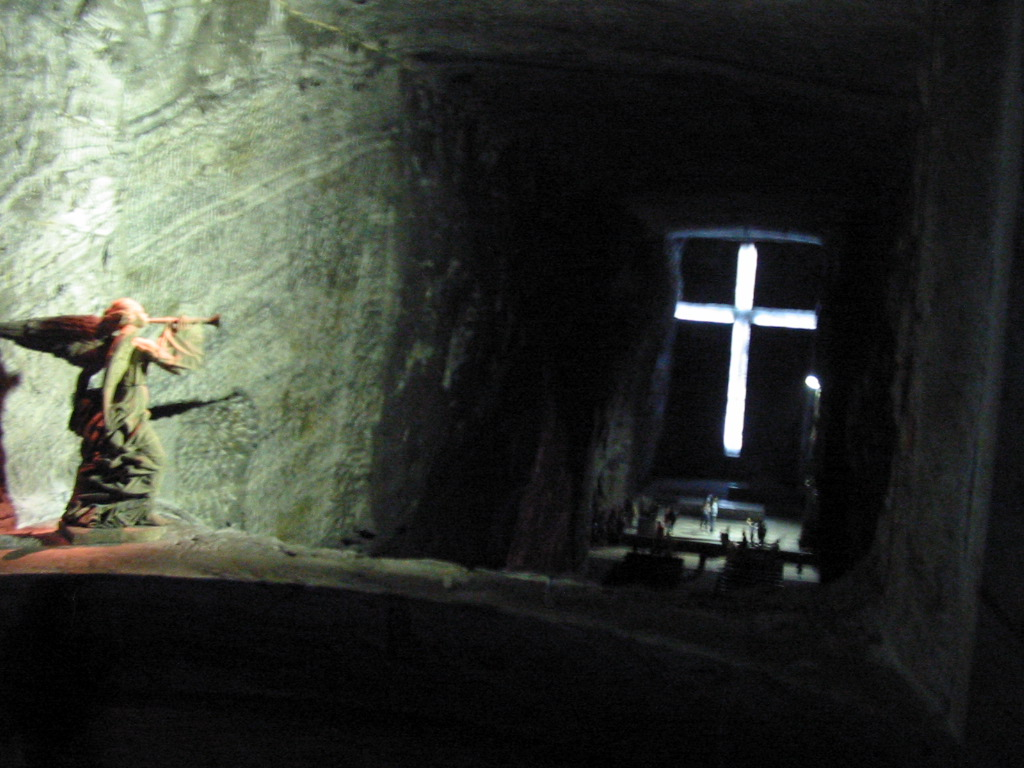
„Blast die Posaune zu Zion, ruft laut auf meinem heiligen Berge!“. Ein Engel im Chor mit Trompete, biblisches Symbol der Anwesenheit Gottes, verkündet die Auferstehung Jesu Christi. Im Hintergrund der Altar mit dem Riesenkreuz.

Die Salzlagerstätten der Montañas de Zipaquirá entstanden vor ca. 200 Millionen Jahren. Sie wurden im Tertiär an die Erdoberfläche gehoben und im Verlauf von 30 Millionen Jahren an der Stelle konzentriert, an der sie sich heute befinden. Unter hohem Druck und Hitze verhält sich Salz ähnlich wie Gletscher, indem es seine Schichtung verliert und zu einer homogenen Masse verbacken. Die Salzlager bildeten Gebirge auf der Hochebene der Sabana de Bogotá, was den Abbau sehr erleichtert, weil man dort leicht Tunnel in den Berg treiben kann. Zeugnisse antiken Abbaus lassen sich in die Zeit vor der Eroberung Südamerikas, auf das 16. Jahrhundert datieren.
Im Bergbau gibt es die Tradition, eine Kapelle für die Bergleute bereitzuhalten. Schon vor 1954 gab es in der Mine von Zipaquirá eine Kapelle der Nuestra Señora del Rosario, der katholischen Patrona de los Mineros (Schutzheiligen). Die Catedral war ursprünglich dreischiffig mit improvisierten Säulen und beherrscht durch ein großes beleuchtetes Kreuz. Im Laufe der Jahre wurde diese erste Catedral instabil und wurde 1990 geschlossen. Im Dezember 1995 wurde die heutige Catedral eingeweiht.

## Geschichte

### La catedral antigua

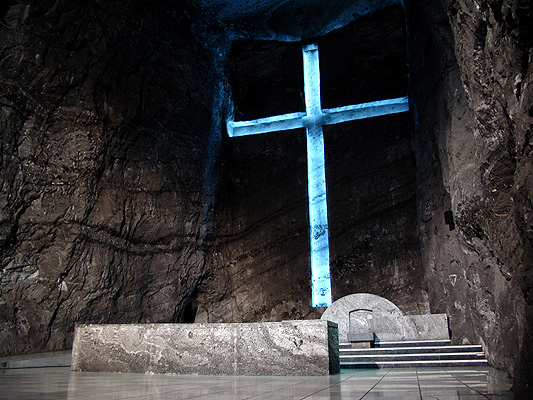
Das Kreuz erhebt sich über dem Altar im zentralen Schiff der Kirche als grundlegendes Symbol des katholischen Christentums.

Der Bau der „Alten Kathedrale“ (Catedral antigua) wurde am 7. Oktober 1950 begonnen und am 15. August 1954 eingeweiht. Die Räume wurden in den alten Galerien der Muiscas eingerichtet. Bereits 1932 hatte Luis Ángel Arango die Idee geäußert, eine unterirdische Kapelle einzurichten, damit die Arbeiter vor Beginn ihres Arbeitstages beten könnten. Die Arbeiter schmückten die Tunnel mit Figuren der Heiligen, welche sie um Schutz anflehten. Die Mine hatte bereits vier Schachtsohlen, jede mit einer Größe von 80 m. Die Catedral Salina befindet sich auf dem zweiten Stockwerk des Berges. Die Basilika hatte eine Länge von 120 m und eine Grundfläche von 5.500 m². Sie war 22 m hoch und wurde gestützt durch sechs Säulen, jede mit einer Grundfläche von 80 m² und konnte 8.000 Personen aufnehmen.
Im vorderen Bereich der Basilika stand ein großes Kreuz aus Stein, das von unten her beleuchtet wurde und dadurch einen großen Schatten an die Decke warf, der Christus mit ausgebreiteten Armen symbolisiert. Im rechten Kirchenschiff befand sich der Chor und die Stationen des Kreuzweges, die mit großen goldenen römischen Ziffern gekennzeichnet sind. Im vorderen Bereich dieses Schiffes befand sich auch die Kapelle der Virgen del Rosario, in dessen in den Felsen gehauenen Altar das Bildnis der Jungfrau von Daniel Rodríguez Moreno gestaltet wurde. Das Bildnis mit einer Höhe von 70 cm wurde später in die neue Kathedrale versetzt.
Das linke Schiff wurde „El Nacimiento“ (Die Geburt) benannt und hatte eine Grotte, welche die Geburt Jesu in Bethlehem darstellte. Der gang führte auch in die Taufkapelle, die durch einen Wasserfall gekennzeichnet war, der an die Tauf Jesu im Jordan erinnern sollte. Die Gestaltung und Aufteilung der Kirchenschiffe wurden durch Wirken und Leben Jesu Christi inspiriert. Die erweckte einen majestätischen Eindruck durch die Lichteffekte, die eine symbolträchtige Atmosphäre an die Wände und die Decke zauberten.
Die alte Kathedrale wurde aufgrund von Sicherheitsmängeln 1990 für die Öffentlichkeit geschlossen.

### La catedral nueva

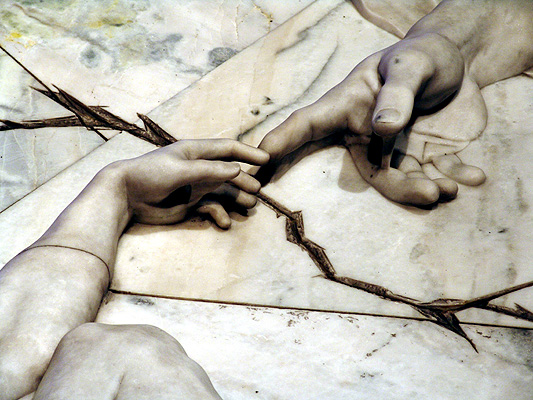
„Da machte Gott der HERR den Menschen aus Erde vom Acker und blies ihm den Odem des Lebens in seine Nase. Und so ward der Mensch ein lebendiges Wesen.“ (Gen 2,7 EU) Detail der La Creación de Adán (Erschaffung Adams) von Carlos Enrique Rodríguez Arango aus Marmor. Das Werk ist an das Werk von Michelangelo in der Sixtinische Kapelle angelehnt.

Die Konstruktion der jetzigen Kathedrale wurde 1991 begonnen, 60 m unterhalb der Catedral antigua. Das Instituto de Fomento Industrial, die Concesión Salinas und die Sociedad de Arquitectos schrieben einen Architekten-Wettbewerb aus um die beste Gestaltung für eine neue Kapelle in Zipaquirá zu erwerben, welche die alte ersetzen sollte. Der Entwurf von Roswell Garavito Pearl gewann den Wettbewerb. Er umfasste strukturelle Veränderungen im Zugangstunnel, in der Kuppel und der Sakristei. Die neue Kathedrale wurde im Dezember 1995 eingeweiht.
Die Gestaltung umfasst drei Hauptabschnitte:
- Der Kreuzweg: die Eingangstür führt zum Tunnel in dem sich die Kreuzwegstationen befinden, die aus kleinen Altären aus Salzstein bestehen. Jedes Station wird durch ein Kreuz und mehrere Kniebänke aus Salzstein gekennzeichnet. Der Tunnel führt zum Kuppelsaal.

- Die Kuppel (Cuppula, Dom) befindet sich am Ende der abwärts führenden Rampe. Von dort gelangt man zu den Kammern mit den Basreliefs, zum Balkon und in das Labyrinth des Narthex. Die Kuppel wird von dem gewaltigen Kreuz im Basrelief beherrscht.

- Die Kirchenschiffe: der letzte Abschnitt führt zum Zentrum der Kathedrale, mit den Haupthallen. Diese Strukturen sind verbunden durch eine Felsspalte, welche die Erhöhung und den Tod Jesu symbolisieren. Im mittleren Kirchenschiff befindet sich das Kreuz mit einer Höhe von 16 m, der Hauptaltar und die Kommunionbank, die das Heiligtum von der Gemeinde trennt. An der Frontseite des Schiffes ist die Plastik „La Creación del Hombre“ (Die Erschaffung des Menschen), eine Hommage aus Marmor an Michelangelo von Carlos Enrique Rodríguez Arango. Vier gewaltige zylindrische Säulen symbolisieren die vier Evangelisten und diese werden von einer Spalte durchzogen, welche die Geburt und Herabkunft Christi symbolisieren.

Ein eigenes Elektrizitätswerk und ein Fahrweg für besondere Fälle gehören zum Komplex der Anlage, wodurch für die Versorgung, Erhaltung und Sicherheit der Besucher gesorgt wird.

### Weitere Anlagen aus Salz

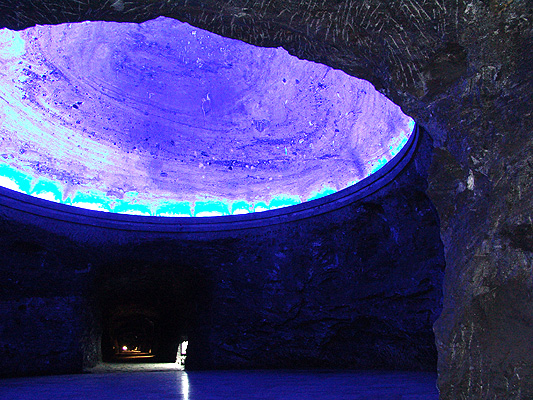
Die Kuppel der Kathedrale symbolisiert den Himmel.

Die Catedral de Sal von Zipaquirá ist einzigartig in der Welt in ihrer Verbindung von Religiosität und Kultur. Allerdings gibt es andere Touristenattraktionen in Salzbergwerken, z. B.
- im Salzbergwerk Wieliczka die Kingakapelle[13]
- im Salzbergwerk Bad Friedrichshall ein Besucherbergwerk mit Erlebniswelt und einem großen Kuppelsaal sowie einer KZ-Gedenkstätte

In der bolivianischen Salztonebene Salar de Uyuni gibt es mehrere aus Salz erbaute Hotels.

## Literatur

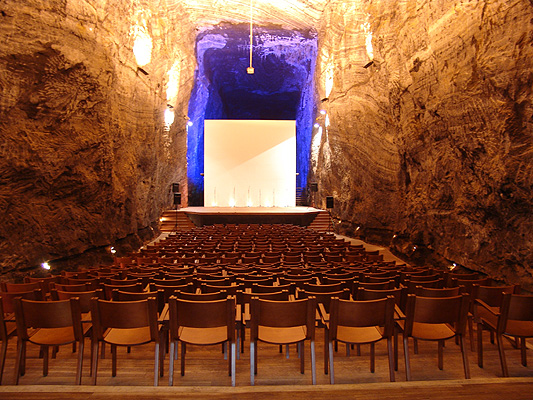
Auditorium der Kathedrale.